# Corporació pública
Corporació pública és tota persona jurídica de base territorial que assumeix la prestació d'un servei públic que és al mateix temps comú a tots els seus associats i que és una de les funcions que ha d'exercir l'estat. El crea l'estat perseugint una major eficàcia i agilitat. Són exemples: col·legis professionals i cambres de comerç.